# Mi soundtrack vol. 1
Mi Soundtrack Vol. 1 es el decimocuarto álbum de estudio de la artista Gloria Trevi. Se lanzó el 15 de agosto de 2023 a través de Great Talent Records, siendo su primer material discográfico en lanzarse de manera independiente desde la disolución de su contrato con Universal Music Group.

## Antecedentes
En junio de 2023, Gloria Trevi lanzó «Medusa» como su primer sencillo como artista independiente desde que terminó su contrato con Universal Music tras más de 18 años.
El 11 de agosto de 2023, se estrenó una bioserie basada en la vida de la artista, producida por Carla Estrada, titulada Gloria Trevi: ellas soy yo por la plataforma de streaming Vix.

## Composición
El álbum, que funge como banda sonora de la bioserie de su vida, incluye nueve temas reversionados de Gloria Trevi, tomados de sus álbumes ¿Qué Hago Aquí? (1989), Me Siento Tan Sola (1992), Si Me Llevas Contigo (1995) y Cómo Nace El Universo (2004), así como dos temas inéditos «Que Se Acabe El Mundo» y «Te Diré Que Sí» (versión original de «Vestida de Azúcar»).

## Promoción
El 15 de agosto de 2023, se estrenó el vídeo musical del tema «Que Se Acabe el Mundo», contando con la participación de Regina Villaverde quien interpreta a Gloria de adolescente en la bioserie.

## Recepción
Mi Soundtrack Vol. 1 fue nominado a Mejor Álbum del Año en la categoría Pop/Urbano en la edición 36 del Premio Lo Nuestro.

## Lista de Canciones
| N.º | Título                                         | Escritor(es)                        | Duración |  |
| 1.  | «Que Se Acabe El Mundo»                        | Gloria Treviño, Marcela de la Garza | 2:57     |  |
| 2.  | «Les Diré, Les Diremos (Versión 2023)»         | Gloria Treviño                      | 3:26     |  |
| 3.  | «Poder y Fama (Versión 2023)»                  | Gloria Treviño                      | 3:03     |  |
| 4.  | «Cosas De La Vida (Versión 2023)»              | Gloria Treviño                      | 3:06     |  |
| 5.  | «Te Diré Que Sí (Vestida De Azúcar 2023)»      | Gloria Treviño, Leonel García       | 3:30     |  |
| 6.  | «No Tengo Ropa (Versión 2023)»                 | Gloria Treviño                      | 2:50     |  |
| 7.  | «¿Qué Voy A Hacer Sin Él? (Versión 2023)»      | Gloria Treviño                      | 3:22     |  |
| 8.  | «Contononeia (Versión 2023)»                   | Gloria Treviño                      | 2:22     |  |
| 9.  | «Con Los Ojos Cerrados (Versión 2023)»         | Gloria Treviño                      | 3:20     |  |
| 10. | «Dr. Psiquiatra (Versión 2023)»                | Gloria Treviño                      | 3:24     |  |
| 11. | «Me Estoy Rompiendo En Pedazos (Versión 2023)» | Gloria Treviño                      | 3:49     |  |